# Else Hansen
Else Hansen (født 1956) er en dansk historiker, ph.d., der var arkivar og seniorforsker ved Rigsarkivet fra 2001 til 2018.

## Uddannelse
Hansen blev cand.mag. i historie og geografi ved Roskilde Universitetscenter i 1992 og ph.d. samme sted i 1998 med afhandlingen En koral i tidens strøm. Roskilde Universitetscenter 1972-1997, der var den første samlede fremstilling af RUCs historie og udkom i anledning af RUCs 25-års-jubilæum.
I 1996 oplevede hun at blive fyret, fordi hun i sin fremstilling af RUCs historie angiveligt ikke havde fanget og fattet den helt specielle ånd, som læreanstalten uændret havde bygget på gennem perioden. Mere specifikt, men ikke specifikt sagt i fyringsgrundlaget, fordi Hansen i sin afhandling havde beskrevet RUCs udvikling fra marxistisk missionsskole i 1970'erne til erhvervslivets darling i 1980'erne og 1990'erne som en historie med voldsomme brud, kritiske selvopgør og dramatiske personudskiftninger.

## Karriere
I årene 1992-1999 arbejdede Hansen som forskningsassistent og -adjunkt på Institut for Historie og Samfundsforhold ved Roskilde Universitetscenter. I 1999 blev hun ansat som arkivarvikar og i 2001 som arkivar og seniorforsker ved Rigsarkivet.
Den 27. januar 2017 udkom Professorer, studenter og polit.er. Om velfærdsstatens universitetspolitik 1950-1975, der på basis af arkivstudier af hidtil ubrugt materiale undersøgte magtkampene om de danske universiteter i perioden fra 1950'ernes begyndelse til midt i 1970'erne. Bogen blev vel modtaget af anmelderne, der blandt andet beskrev den som "en glimrende, berigende og seriøs undersøgelse af universiteternes historie i Danmark [og] et solidt bidrag til udforskningen af velfærdsstatens historie" samt "en fremragende videnskabelig bog [der måske bliver] standardværket om dette emne."
I februar 2018 skiftede Hansen til en stilling som digitalarkivar på Københavns Stadsarkiv.
Hun var formand for Arkivforeningen 2002-2007, medlem af Statens Arkivers interne forskningsudvalg og medlem af styrelsen for Selskabet for Skole- og Uddannelseshistorie 2001-2018, de sidste tre år som formand.
Hansen optræder i KVINFOs ekspertdatabase med kompetencer inden for velfærdsstatens universitetspolitik 1950-1975, forvaltningshistorie og -arkiver, Roskilde Universitetscenters historie, kvindelejren på Femø, økonomafagets historie, kilder til fyr og fyrskibets historie og arkiver.

## Forfatterskab

### Bøger
- Dengang lavede vi det hele selv... Økonomapersonalets og Økonomaforeningens historie før 1960. København: Økonomaforeningen, 1991. ISBN 87-982320-5-3.
- Fra skånekost til menuvalg. Økonomaforeningens og kostforplejningspersonalets historie fra 1960-1992. København: Økonomaforeningen, 1993. ISBN 87-982320-2-9.
- En koral i tidens strøm. Roskilde Universitetscenter 1972-1997. Ph.d.-afhandling. Frederiksberg: Roskilde Universitetsforslag, 1998. ISBN 87-7867-024-1.
- Ny viden – gamle ideer. Elektroniske registres indførelse i centraladministrationen. I samarbejde med Mette Hall-Andersen, Asbjørn Romvig Thomsen og Asger Svane-Knudsen. Odense: Syddansk Universitetsforlag, 2006. ISBN 87-7674-122-2.
- (red.) Samfundsplanlægning i 1950'erne. Tradition eller tilløb? Administrationshistoriske Studier 17. I samarbejde med Leon Jespersen. København: Museum Tusculanums Forlag, 2009. ISBN 978-87-635-0979-4.
- Professorer, studenter og polit.er. Om velfærdsstatens universitetspolitik 1950-1975. København: Museum Tusculanums Forlag, 2017. ISBN 978-87-635-4510-5
- (red.) Dokumentation i en digital tid – ESDH, arkiver og god forvaltningsskik. I samarbejde med Peter Damgaard, Elisabeth Bloch og Lise Qwist Nielsen. København: Arkivforeningen, 2017.

### Udvalgte artikler
- "Økonomaer: En stand af ugifte kvinder." Årbog for Arbejderbevægelsens Historie 1993: 107-130.
- "Effektivitet eller frihed. Diskussioner om universitetsstudier 1957-1960 Arkiveret 12. juli 2019 hos  Wayback Machine." Uddannelseshistorie 2005: 77-100. ISSN 2246-7971.
- "Elektroniske registres indførelse i den danske centraladministration." Arkiv, samhälle och forskning 2006 (2).
- "Principper for bevaring og kassation." I At vogte kulturarven eller at slette alle spor. Om arbejdet med den danske bevaringsstrategi, bind 1, redigeret af Elisabeth Bloch og Christian Larsen, 49-74. København: Arkivforeningen, 2006.
- "Styrelsesloven: Den glemte alliance Arkiveret 12. juli 2019 hos  Wayback Machine." Uddannelseshistorie 2008: 107-124. ISSN 2246-7971.
- "Hvordan bruges universitetshistorie? Arkiveret 12. juli 2019 hos  Wayback Machine" Uddannelseshistorie 2009: 88-98. ISSN 2246-7971.
- "Professorvælde, politisk kritik og universitetsidéer. 'Studietid – studiefrihed' og 'Studienævn'. To kilder fra 1960." Danske Magazin 51 (1): 419-450. 2010. ISSN 0070-2846.
- "Introduction of Electronic Registration in Danish Central Government Administration." Journal of the Society of Archivists 32 (1): 93-102. 01-04-2011. ISSN 2325-7962.
- "Universiteter og idealer i velfærdsstaten Arkiveret 12. juli 2019 hos  Wayback Machine." Uddannelseshistorie 2015: 76-91. ISSN 2246-7971.
- "The Peaceful Revolts: 1968 in the Nordic Welfare States." I samarbejde med Fredrik W. Thue, Thomas Brandt og Sigríður Matthíasdóttir. I Student Revolt, City, and Society in Europe: From the Middle Ages to the Present, redigeret af Pieter Dhondt og Elizabethanne Boran, 79-95. New York og London: Routledge, 2018. ISBN 978-1-138-04854-6.